# Niemirowice
Niemirowice – wieś w Polsce położona w województwie łódzkim, w powiecie rawskim, w gminie Biała Rawska.
Wieś występuje w 1404 r. jako Nyemyrouicze.
We wsi znajduje się kaplica filialna parafii św. Wojciecha w Białej Rawskiej.
W latach 1975–1998 miejscowość administracyjnie należała do województwa skierniewickiego.